# Edmílson Gomes
Edmílson Gomes, hvis rigtige navn er José Gomes Edmilson, er en brasiliansk-italiensk tidligere fodboldspiller, født 10. juli 1976. Han spillede gennem sin karriere for blandt andet São Paulo FC og Palmeiras i hjemlandet, franske Olympique Lyon og FC Barcelona og Villarreal CF.
Edmílson har et italiensk pas, som gav ham ret til at spille i EU som europæisk spiller. 
Edmílson vandt statsmesterskabet for São Paulo FC og er blevet fransk og spansk mester med henholdsvis Olympique Lyon og FC Barcelona.
Under sin tid i FC Barcelona havde han to alvorlige skader.

## Klubber
- 1994-2000 – FC Sao Paulo
- 2000-2004 – Olympique Lyon
- 2004-2008 – FC Barcelona
- 2008-2009 – Villarreal CF
- 2009-2010 – Palmeiras
- 2010-2011 Real Zaragoza
- 2011 Ceará

## Mesterskaber
- Verdensmester 2002 med det brasilianske landshold
- Mesterskabet for staten São Paulo 1998 og 2000 med FC São Paulo
- Copa Conmebol i 1994 med FC São Paulo
- Sydamerikansk mester i 1996 med FC São Paulo
- Fransk mester i 2002, 2003 og 2004 med Olympique Lyon
- Spansk mester i 2005 med FC Barcelona